# Adolfo Vergara Trujillo
Adolfo Vergara Trujillo (Ciudad de México, 7 de febrero de 1975) es un escritor mexicano y traductor de poesía.
En 2002 se publica su primer libro, Freak y otros tormentos (Editorial Ficticia, México, 2002), considerado de culto en algunos círculos por su estilo apegado al realismo sucio, en el que toca temas como la muerte y el destino, en ocho relatos cargados de violencia y erotismo casi pornográfico.
Es hasta 2016 que aparece Doble, derecho, en old fashion (Librosampleados, México, 2016), su segundo libro como autor, en el cual, leal a la atmósfera sórdida, reúne ocho relatos de luces y sombras, complejos y de personajes casi siempre en el límite —incluyendo "Aboganster", dedicado al escritor Gonzalo Martré, publicado previamente en 2013 en la antología REVIVAL. Reaparición de 4 narradores sin reservas (Librosampleados, México, 2013)—, obedeciendo a una lógica no sólo de postura narrativa, sino de integridad estética, lo que entre otras cosas le otorgan al libro su literariedad.
Sus relatos han aparecido en revistas literarias como Tierra Adentro, Planos en Descritura y Molino de Letras; en publicaciones universitarias como Tema y Variaciones de Literatura (Universidad Autónoma Metropolitana-Unidad Azcapotzalco), Textos (Universidad Autónoma de Sinaloa) y Pterodáctilo (Universidad de Texas en Austin); y en La Jornada Semanal (suplemento cultural del diario La Jornada).
Ha sido incluido en los suplementos eróticos de la revista Quo y en las antologías El principio de escribir (Universidad Autónoma Metropolitana-Unidad Azcapotzalco, 2002), Fantasiofrenia II (Ediciones Libera, México, 2007), El futuro no es nuestro. Narradores de Latinoamérica nacidos entre 1970 y 1980 (Colombia, 2008) y Pasiones desde el ring side. Literatura y lucha libre (Universidad Michoacana de San Nicolás de Hidalgo, 2011), además de la ya mencionada antología REVIVAL.
De 2010 a 2013 mantuvo la columna mensual "Rock Fiction", espacio de creación literaria en la revista de música WARP Magazine, donde escribía un relato a partir de un álbum legendario de rock, aunque eventualmente de otros géneros como el jazz, el acid jazz e incluso la salsa.
En 2015 escribe “Un epílogo” a La Máquina de matar pájaros (Editorial Piloto de Tormenta, Argentina, 2015), novela de Flavio Cianciarulo, más conocido como "Sr. Flavio", y en 2016 es el responsable de la literatura de la ópera rock La salvación de Solo y Juan, álbum conceptual de Los Fabulosos Cadillacs.
En cuanto a su trabajo de traducción, los libros It catches my heart in its hands y Crucifix in a deathhand, reunidos en el volumen El mundo visto desde la ventana de un 3.er piso (Editorial Hombre Que Lee, México, 2001) contiene algunos de los poemas más celebrados de Charles Bukowski en el español de México.

## Obras
- Freak y otros tormentos (2002). Relato.
- Doble, derecho, en old fashion (2016). Relato.